# Comitato Paralimpico Asiatico
Il Comitato Paralimpico Asiatico (in lingua inglese Asian Paralympic Committee) è un'organizzazione che raggruppa i comitati paralimpici per lo sport per disabili dell'Asia. Fa parte del Comitato Paralimpico Internazionale.

## Membri
| Stato                | Comitato                                                                                    | Nome ufficiale |
| -------------------- | ------------------------------------------------------------------------------------------- | --- |
| Afghanistan          | Comitato paralimpico afghano                                                                | د افغانستان پارالمپیک کمیټه |
| Arabia Saudita       | Comitato paralimpico saudita                                                                | اللجنة السعودية للمعاقين |
| Bahrein              | Comitato paralimpico bahreinita                                                             | اللجنة البارالمبية البحرينية |
| Bangladesh           | Comitato paralimpico bengalese                                                              | বাঙালি প্যারালিম্পিক কমিটি |
| Bhutan               | Comitato paralimpico bhutanese                                                              | भूटान प्यारालम्पिक समिति |
| Birmania             | Comitato paralimpico birmano                                                                | Paralympic ဗမာကော်မတီ |
| Brunei               | Comitato paralimpico bruneiano                                                              | Majlis Paralimpik Brunei Darussalam |
| Cambogia             | Comitato paralimpico cambogiano                                                             | គណៈកម្មាធិការប៉ារ៉ាឡាំពិកកម្ពុជា |
| Cina Hong Kong Macao | Comitato paralimpico cinese Comitato paralimpico di Hong Kong Comitato paralimpico macaense | 中国残奥委员会 中國香港殘疾人奧委會/Hong Kong Paralympic Committee & Sports Association for the Physically Disabled 中國澳門殘疾人奧委會暨傷殘人士文娛暨體育總會/Associação Recreativa dos Deficientes de Macau |
| Corea del Nord       | Comitato paralimpico nordcoreano                                                            | 조선장애자체육협회 |
| Corea del Sud        | Comitato paralimpico sudcoreano                                                             | 대한장애인체육회 |
| Emirati Arabi Uniti  | Comitato paralimpico emiratino                                                              | لجنة الامارات للمعاقين |
| Filippine            | Comitato paralimpico filippino                                                              | Komite ng Paralympic ng Pilipinas |
| Giappone             | Comitato paralimpico giapponese                                                             | 日本パラリンピック委員会 |
| Giordania            | Comitato paralimpico giordano                                                               | اللجنة البارالمبية الأردنية |
| India                | Comitato paralimpico indiano                                                                | भारतीय पैरालंपिक समिति |
| Indonesia            | Comitato paralimpico indonesiano                                                            | Komite Paralimpik Indonesia |
| Iran                 | Comitato paralimpico iraniano                                                               | کمیته پارالمپیک ایران |
| Iraq                 | Comitato paralimpico iracheno                                                               | اللجنة البارالمبية العراقية Komîteya Paralimpîk a Iraqê |
| Kazakistan           | Comitato paralimpico kazako                                                                 | Қазақ паралимпиялық комитеті |
| Kirghizistan         | Comitato paralimpico kirghizo                                                               | Кыргыз Паралимпиада комитети |
| Kuwait               | Comitato paralimpico kuwaitiano                                                             | اللجنة البارالمبية الكويتية |
| Laos                 | Comitato paralimpico laotiano                                                               | ຄະນະ ກຳ ມະການ ພາຣາພິການ ຄົນລາວ |
| Libano               | Comitato paralimpico libanese                                                               | اللجنة البارالمبية اللبنانية |
| Malaysia             | Comitato paralimpico malesiano                                                              | Majlis Paralimpik Malaysia |
| Maldive              | Comitato paralimpico maldiviano                                                             | Maldives Paralympic Committee |
| Mongolia             | Comitato paralimpico mongolo                                                                | Монголын паралимпийн хороо |
| Nepal                | Comitato paralimpico nepalese                                                               | नेपाली प्यारालम्पिक समिति |
| Oman                 | Comitato paralimpico omanita                                                                | اللجنة البارالمبية العمانية |
| Pakistan             | Comitato paralimpico pachistano                                                             | پاکستانی پیرا اولمپک کمیٹی |
| Palestina            | Comitato paralimpico palestinese                                                            | اللجنة البارالمبية الفلسطينية |
| Qatar                | Comitato paralimpico qatariota                                                              | اللجنة القطرية للمعاقين |
| Singapore            | Comitato paralimpico singaporese                                                            | சிங்கப்பூர் பாராலிம்பிக் குழு/Singapore National Paralympic Council |
| Siria                | Comitato paralimpico siriano                                                                | اللجنة البارالمبية السورية |
| Sri Lanka            | Comitato paralimpico srilanchese                                                            | ශ්‍රී ලංකා පැරාලිම්පික් කමිටුව |
| Tagikistan           | Comitato paralimpico tagico                                                                 | Кумитаи паралимпии Тоҷикистон |
| Taiwan               | Comitato paralimpico di Taipei cinese                                                       | 中華台北殘奧總會 |
| Thailandia           | Comitato paralimpico tailandese                                                             | คณะกรรมการพาราลิมปิกไทย |
| Timor Est            | Comitato paralimpico est-timorese                                                           | Comité Paralímpico de Timor-Leste |
| Turkmenistan         | Comitato paralimpico turkmeno                                                               | Türkmen Paralimpiýa komiteti |
| Uzbekistan           | Comitato paralimpico uzbeko                                                                 | O'zbekiston Paralimpiya qo'mitasi |
| Vietnam              | Comitato paralimpico vietnamita                                                             | Ủy ban Paralympic Việt Nam |
| Yemen                | Comitato paralimpico yemenita                                                               | اللجنة البارالمبية اليمنية |